# 不可逆反應
不可逆反應，指一类自然發生的、不可逆的反应過程。簡單來說，就是該狀態隨著時間的進行而無法回到過去的某個時間點當時的狀態。或指稱平衡常数極大（104或者更大）的反應。

## 舉例
1. 氧化還原
2. 酸鹼中和（產生鹽類的部分）
3. 燃燒

## 另見
- 可逆反應